# 国鉄タキ5000形貨車
国鉄タキ5000形貨車（こくてつタキ5000がたかしゃ）は、1955年（昭和30年）から製作された、塩酸、アミノ酸専用の 30 t 積 貨車（タンク車）である。
私有貨車として製作され、日本国有鉄道（国鉄）に車籍編入された。1987年（昭和62年）4月の国鉄分割民営化後は日本貨物鉄道（JR貨物）に車籍を承継された。

## 概要
本形式は1955年（昭和30年）3月23日から1971年（昭和46年）3月10日にかけて新三菱重工業、川崎車輛、汽車製造、造機車輌、新潟鐵工所、日本車輌製造、富士重工業、日立製作所の8社にて59両（コタキ5000 - コタキ5049、コタキ5160 - コタキ5171）が製作された。また1966年（昭和41年）5月13日にはタサ1700形3両（タサ4713、タサ4737、タサ4729→コタキ5032 - コタキ5034）の専用種別変更工事が日本車輌製造にて行われ、本形式に編入された。
記号番号表記は特殊標記符号「コ」（全長 12 m 以下）を前置し「コタキ」と標記する。
1979年（昭和54年）10月より化成品分類番号「侵82」（腐食性物質、危険性度合1（大））が標記された。
落成当時の所有者は鉄興社、日本曹達、旭化成工業、東亜合成化学工業、三谷産業、新日化産業、日新興業、日本トレーディング、宇津商店、旭硝子、岩田商店、大阪曹達、日東フロロケミカル、住友商事、日本石油輸送、ソーダ商事、十全化学、丸正産業、東洋曹達工業、北海道曹達、日新電化であった。
多数の製造メーカー、所有者また多年に渡る製造期間により、形態変化の多い形式である。荷役方式は上入れ、上出し式である。
塗色は、黒であり、全長は10,450mm、全幅は2,438mm、全高は3,878mm、台車中心間距離は6,350mm、自重は15.5 - 17.5t、換算両数は積車5.0、空車1.8、最高運転速度は75km/h、台車は12t車軸を使用したベッテンドルフ台車のTR41C又はTR41Dである。
1987年（昭和62年）4月の国鉄分割民営化時には27両の車籍がJR貨物に継承され、2009年（平成21年）度に最後まで在籍した3両が廃車となり同時に形式消滅となった。

## 年度別製造数
各年度による製造会社と両数、所有者は次のとおりである。（所有者は落成時の社名）
- 昭和29年度 - 2両
  - 新三菱重工業 2両 鉄興社（コタキ5000 - コタキ5001）
- 昭和30年度 - 1両
  - 新三菱重工業 1両 鉄興社（コタキ5002）
- 昭和32年度 - 1両
  - 川崎車輛 1両 日本曹達（コタキ5003）
- 昭和33年度 - 2両
  - 汽車製造 2両 旭化成工業（コタキ5004 - コタキ5005）
- 昭和34年度 - 1両
  - 汽車製造 1両 東亜合成化学工業（コタキ5006）
- 昭和36年度 - 9両
  - 造機車輌 1両 三谷産業（コタキ5007）
  - 新潟鐵工所 2両 新日化産業（コタキ5008 - コタキ5009）
  - 汽車製造 1両 日新興業（コタキ5010）
  - 新潟鐵工所 3両 日本トレーディング（コタキ5011 - コタキ5013）
  - 汽車製造 2両 宇津商店（コタキ5014 - コタキ5015）
- 昭和37年度 - 5両
  - 造機車輌 1両 三谷産業（コタキ5016）
  - 日本車輌製造 2両 旭硝子（コタキ5017 - コタキ5018）
  - 日本車輌製造 1両 岩田商店（コタキ5019）
  - 新三菱重工業 1両 大阪曹達（コタキ5020）
- 昭和38年度 - 1両
  - 新潟鐵工所 1両 新日化産業（コタキ5021）
- 昭和39年度 - 2両
  - 造機車輌 1両 三谷産業（コタキ5022）
  - 日本車輌製造 1両 旭硝子（コタキ5023）
- 昭和40年度 - 7両
  - 富士重工業 2両 日東フロロケミカル（コタキ5024 - コタキ5025）
  - 日本車輌製造 1両 日東フロロケミカル（コタキ5026）
  - 三菱重工業 1両 新日化産業（コタキ5027）
  - 富士重工業 3両 住友商事（コタキ5028 - コタキ5030）
- 昭和41年度 - 4両
  - 新潟鐵工所 1両 日本トレーディング（コタキ5031）
  - 日本車輌製造（改造所） 3両 日本石油輸送（コタキ5032 - コタキ5034、タサ4713、タサ4737、タサ4729よりの改造年度、種車は昭和31年度 - 昭和32年度日本車輌製造製）
- 昭和42年度 - 9両
  - 富士重工業 3両 三井フロロケミカル（コタキ5035）
  - 造機車輌 1両 ソーダ商事（コタキ5036）
  - 富士重工業 3両 十全化学（コタキ5037 - コタキ5039）
  - 汽車製造 2両 三谷産業（コタキ5040 - コタキ5041）
- 昭和43年度 - 10両
  - 富士重工業 1両 十全化学（コタキ5042）
  - 日本車輌製造 1両 日本曹達（コタキ5043）
  - 日本車輌製造 2両 丸正産業（コタキ5044 - コタキ5045）
  - 日立製作所 1両 東洋曹達工業（コタキ5046）
  - 汽車製造 2両 三谷産業（コタキ5047 - コタキ5048）
  - 日本車輌製造 1両 北海道曹達（コタキ5049）
  - 日本車輌製造 2両 日新電化（コタキ5161 - コタキ5162）
- 昭和44年度 - 8両
  - 日本車輌製造 2両 ソーダ商事（コタキ5160、コタキ5166）
  - 汽車製造 1両 三谷産業（コタキ5163）
  - 富士重工業 2両 十全化学（コタキ5164 - コタキ5165）
  - 汽車製造 3両 三谷産業（コタキ5167 - コタキ5169）
- 昭和45年度 - 2両
  - 日本車輌製造 1両 北海道曹達（コタキ5170）
  - 日本車輌製造 1両 ソーダ商事（コタキ5171）